# Élections cantonales soleuroises de 2021
Les élections cantonales de 2021 à Soleure ont lieu le 7 mars 2021 et le 25 avril 2021 dans le but d'élire les 100 membres du Conseil cantonal et les 5 membres du Conseil d'État du canton de Soleure en Suisse.

## Mode de scrutin

### Conseil cantonal
Le Conseil cantonal est élu au scrutin proportionnel plurinominal. Un seuil électoral de minimum 1 % des voix est en vigueur. 
Les mandats obtenus par les différents partis sont répartis proportionnellement entre chaque commune du canton: Olten-Gösgen 29 sièges, Soleure-Lebern 23 sièges, Bucheggberg-Wasseramt 22 sièges, Thal-Gäu 13 sièges et Dorneck-Thierstein 13 sièges.
Les plus petites communes reçoivent au minimum un mandat. Le nombre de voix dont dispose chaque électeur est égal au nombre de conseillers à élire dans sa commune.

### Conseil d'État
Chaque candidat, indépendamment de son parti, doit obtenir une majorité absolue de voix afin d'être élu. La majorité absolue consistant pour un candidat en la moitié du nombre des votants. Cela est rendu possible par le fait que chaque électeur dispose de maximum 7 voix (correspondant au nombre de membres du Conseil d'Ètat). Si moins de 7 candidats obtiennent la majorité absolue des voix, un second tour est organisé où les candidats obtenant le plus de voix de préférence sont élus en fonction du nombre de sièges encore à remplir.

## Candidats
583 candidats répartis sur 39 listes se présentent pour 100 sièges.

## Résultats

### Conseil cantonal
|                           |                              |                           |         |       |      |        |               |  |  |
| Parti                     | Parti                        | Sigle                     | Voix    | %     | +/-  | Sièges | +/-           |  |  |
|                           | Parti libéral-radical        | PLR                       | 362 882 | 22,69 | 1,91 | 22     | 4             |  |  |
|                           | Union démocratique du centre | UDC                       | 334 290 | 21,02 | 1,29 | 21     | 3             |  |  |
|                           | Parti socialiste             | PS                        | 327 107 | 19,26 | 2,31 | 20     | 3             |  |  |
|                           | Le Centre                    | LC                        | 260 317 | 17,61 | 1,32 | 20     | en stagnation |  |  |
|                           | Les Verts                    | PES                       | 173 589 | 10,30 | 2,77 | 10     | 3             |  |  |
|                           | Vert'libéraux                | PVL                       | 116 139 | 7,03  | 2,85 | 6      | 3             |  |  |
|                           | Parti évangélique            | PEV                       | 36 911  | 1,90  | 0,82 | 1      | en stagnation |  |  |
|                           | Démocrates suisses           | SD                        | 1 921   | 0,20  | Nv.  | 0      | en stagnation |  |  |
|                           |                              |                           |         |       |      |        |               |  |  |
| Votes valides             | Votes valides                | Votes valides             | 78 376  | 98,08 |      |        |               |  |  |
| Votes blancs et invalides | Votes blancs et invalides    | Votes blancs et invalides | 1 536   | 1,92  |      |        |               |  |  |
| Total                     | Total                        | Total                     | 79 912  | 100   | -    | 100    | en stagnation |  |  |
| Abstention                | Abstention                   | Abstention                | 101 237 | 55,89 |      |        |               |  |  |
| Inscrits / participation  | Inscrits / participation     | Inscrits / participation  | 181 149 | 44,11 |      |        |               |  |  |